# Cosina nana
Cosina nana is een insect uit de familie van de mierenleeuwen (Myrmeleontidae), die tot de orde netvleugeligen (Neuroptera) behoort. 
Cosina nana is voor het eerst wetenschappelijk beschreven door New in 1985.